# Невырожденный полупроводник
Невы́рожденный полупроводни́к — полупроводник, уровень Ферми в котором расположен в запрещенной зоне на расстоянии по энергии большем {\displaystyle kT} от её границ ({\displaystyle k} — постоянная Больцмана, {\displaystyle T} — абсолютная температура), вследствие чего носители заряда в этом полупроводнике подчиняются статистике Максвелла-Больцмана. Если уровень Ферми лежит внутри разрешённых зон (внутри зоны проводимости в случае полупроводника n-типа или валентной зоны в случае p-типа), то такой полупроводник называется вырожденным.

## Распределение носителей в зонах

### Общий случай
Поскольку электроны обладают полуцелым спином, они подчиняются статистике Ферми-Дирака
{\displaystyle f(E)={\frac {1}{1+\exp {\frac {E-F}{kT}}}}},
{\displaystyle f(E)} — вероятность того, что квантовое состояние с энергией {\displaystyle E} заполнено электроном; {\displaystyle F} — электрохимический потенциал, или уровень Ферми, который в общем случае зависит от температуры. Уровень Ферми можно также определить как энергию квантового состояния, вероятность заполнения которого при данных условиях равна 1/2.
При {\displaystyle T=0\quad }{\displaystyle f(E)} имеет вид разрывной функции:
- для {\displaystyle E<F\quad } {\displaystyle f(E)=1}, а значит, все квантовые состояния с такими энергиями заполнены электронами;
- для {\displaystyle E>F\quad } {\displaystyle f(E)=0}, поэтому соответствующие квантовые состояния свободны.

При {\displaystyle T>0\quad } функция Ферми изображается непрерывной кривой и в узкой области энергий порядка нескольких {\displaystyle kT} в окрестности точки {\displaystyle E=F} быстро изменяется от 1 до 0. Размытие функции Ферми тем больше, чем выше температура.

### Случай невырожденного полупроводника
Вычисление статистических величин значительно упрощается, если {\displaystyle F} лежит в запрещённой зоне энергий и удален от края зоны проводимости {\displaystyle E_{c}} хотя бы на несколько {\displaystyle kT}. Тогда в формуле Ферми-Дирака можно считать {\displaystyle \exp[(E-F)/kT]\gg 1} и выражение упрощается до 
{\displaystyle f(E)=\exp {\frac {F-E}{kT}}}.
В этом случае электронный газ не вырожден. Если последнее выражение домножить на плотность состояний {\displaystyle \rho \sim {\sqrt {E-E_{c}}}}, где {\displaystyle E_{c}} — дно зоны проводимости, и пронормировать произведение на участке {\displaystyle 0<E<\infty }, получится распределение Максвелла — Больцмана по энергиям, известное из классической статистики.
Аналогично в полупроводнике p-типа для отсутствия вырождения дырочного газа необходимо, чтобы уровень Ферми {\displaystyle F} тоже лежал внутри запрещенной зоны и был расположен выше энергии {\displaystyle E_{v}} хотя бы на несколько {\displaystyle kT}.
Противоположный случай, когда уровень Ферми расположен внутри зоны проводимости или внутри валентной зоны, есть случай вырожденного электронного или, соответственно, дырочного газа. В этом случае необходимо пользоваться распределением Ферми — Дирака.

## Концентрация носителей в зонах

### Общий случай
Концентрация электронов в зоне проводимости описывается выражением
{\displaystyle n=\int \limits _{E_{c}}^{\infty }f(E)\rho _{c}(E)dE=N_{c}\Phi _{1/2}(\xi )},
{\displaystyle \xi ={\frac {F-E_{c}}{kT}}} — химический потенциал для электронов (точнее, его безразмерная величина),
{\displaystyle \rho _{c}(E)={\frac {1}{V}}{\frac {dN}{dE}}} — плотность электронных состояний в зоне проводимости — число состояний на единичный интервал энергий в единице объёма,
{\displaystyle N_{c}=2\left({\frac {m_{c}kT}{2\pi \hbar ^{2}}}\right)^{3/2}} — эффективная плотность состояний в зоне проводимости.
Значение интеграла {\displaystyle \Phi _{1/2}(\xi )} зависит только от химического потенциала и температуры. Этот интеграл известен как интеграл Ферми — Дирака с индексом 1/2:
{\displaystyle \Phi _{1/2}(\xi )={\frac {2}{\sqrt {\pi }}}\int \limits _{0}^{\infty }{\frac {x^{1/2}}{1+\exp {(x-\xi )}}}}.
Расчет концентрации дырок в валентной зоне проводится аналогично, отличия от предыдущего случая лишь в том, что используется плотность состояний в валентной зоне {\displaystyle \rho _{v}(E)} и учитывается не число заполненных, а число незанятых состояний {\displaystyle f_{p}=(1-f)}:
{\displaystyle p=\int \limits _{-\infty }^{E_{v}}f_{p}(E)\rho _{v}(E)dE=N_{v}\Phi _{1/2}(\eta )},
{\displaystyle N_{v}=2\left({\frac {m_{v}kT}{2\pi \hbar ^{2}}}\right)^{3/2}} — эффективная плотность состояний в валентной зоне,
{\displaystyle \eta ={\frac {E_{v}-F}{kT}}} — химический потенциал для дырок — безразмерный параметр, характеризующий положение уровня Ферми относительно края валентной зоны.

### Случай невырожденного полупроводника
Для невырожденных полупроводников существен только хвост распределения Ферми, который может быть аппроксимирован распределением Максвелла — Больцмана. В этом случае интеграл Ферми-Дирака принимает вид {\displaystyle \Phi _{1/2}(\xi )=\exp {\xi }}, и концентрации носителей в зонах определяются выражениями:
{\displaystyle n=N_{c}\exp {\frac {F-E_{c}}{kT}}},
{\displaystyle p=N_{v}\exp {\frac {E_{v}-F}{kT}}}.
Множитель перед экспонентой дает вероятность заполнения электронами квантового состояния с энергией {\displaystyle E_{c}} (либо с энергией {\displaystyle E_{v}} в случае дырок). Следовательно, для невырожденного полупроводника концентрация подвижных электронов получается такой же, как если бы, вместо непрерывного распределения состояний в зоне, в каждой единице объёма было {\displaystyle N_{c}} состояний с одинаковой энергией {\displaystyle E_{c}}.
Рассуждая аналогично, при подсчете концентрации дырок валентную зону можно заменить совокупностью состояний с одинаковой энергией {\displaystyle E_{v}} число которых в каждой единице объёма есть {\displaystyle N_{v}}.
В невырожденных полупроводниках концентрация основных носителей мала по сравнению с эффективными плотностями состояний {\displaystyle N_{v},N_{c}}. В вырожденных полупроводниках имеет место обратное. Поэтому, сопоставляя измеренные значения концентрации электронов и дырок со значениями {\displaystyle N_{v},N_{c}}, можно сразу установить, является ли данный полупроводник вырожденным или нет.
Отношение {\displaystyle {\frac {n}{p}}} зависит главным образом от положения уровня Ферми относительно краев зон. Из выражений для концентраций {\displaystyle n,p} видно, что концентрация подвижных носителей заряда будет больше в той зоне, к которой ближе расположен уровень Ферми. Поэтому в полупроводниках n-типа уровень Ферми расположен в верхней половине запрещенной зоны, а в полупроводниках p-типа — в нижней половине. Однако произведение концентраций электронов и дырок для невырожденного полупроводника не зависит от положения уровня Ферми и равно {\displaystyle np=N_{c}N_{v}\exp {\frac {-E_{g}}{kT}}}.